# Verbascum microsepalum
Verbascum microsepalum är en flenörtsväxtart som beskrevs av Hub.-mor.. Verbascum microsepalum ingår i släktet kungsljus, och familjen flenörtsväxter. Inga underarter finns listade i Catalogue of Life.